# چکچک بازالتی
چکچک بازالتی (نام علمی: Oenanthe warriae) پرنده‌ای از گونه‌های چکچک است که در اردن و سوریه یافت می‌شود. این یک گنجشک‌سان کوچک در گروهی است که در گذشته به عنوان اعضای تیرهٔ توکایان (Turdidae) طبقه‌بندی می‌شد، اما اکنون به‌طور کلی بخشی از خانواده مگس‌گیران جهان قدیم (Muscicapidae) در نظر گرفته می‌شود.
چکچک بازالتی (O. warriae) و چکچک مغربی (O. halophila) در گذشته زیرگونه‌های چکچک ابلق جنوبی به‌شمار می‌رفتند، اما در سال ۲۰۲۱ توسط IOC به عنوان گونه‌های مشخص تقسیم شدند.